# 第百三号型駆潜特務艇
| 第百三号型駆潜特務艇       | 第百三号型駆潜特務艇                                                                              |
| -------------------------- | ------------------------------------------------------------------------------------------------- |
| 第105号駆潜特務艇          |                                                                                                   |
| 艦級概観                   |                                                                                                   |
| 艦種                       | 駆潜特務艇                                                                                        |
| 艦名                       | 番号名                                                                                            |
| 前級                       |                                                                                                   |
| 次級                       |                                                                                                   |
| 要目（整備完成時）         |                                                                                                   |
| 排水量                     | 基準：130トン                                                                                     |
| 全長                       | 43.00m                                                                                            |
| 全幅                       | 水線幅：5.00m                                                                                     |
| 吃水                       | 1.50m                                                                                             |
| 機関                       | ガソリン機関2基2軸推進                                                                            |
| 最大出力                   | 設計：1900HP 就役：1,200～1,800HP                                                                 |
| 最大速力                   | 設計：19ノット 公試：15～19ノット                                                                 |
| 航続距離                   | 設計：18名                                                                                        |
| 燃料                       | 設計：軽油 公試：ガソリン                                                                         |
| 乗員                       |                                                                                                   |
| 兵装（設計）               | クルップ 7.5cm（55口径）単装速射砲1基 オチキス 3.7cm（23口径）機砲1基 12.7mm（90口径）単装機銃2丁 |
| 兵装（114号、115号の場合） | 短5cm単装砲 25mm単装機銃1挺 13mm単装機銃1艇 爆雷12個                                              |

第百三号型駆潜特務艇（だいひゃくさんごうがたくせんとくむてい）は、日本海軍の駆潜特務艇。旧オランダ海軍B1級哨戒艇。

## 概要
オランダ海軍が建造した沿岸警備用の哨戒艇のうち大型に属する艇でB1からB16が竣工、または建造中だった。日本軍の侵攻によりスラバヤ、またはパレンバンで自沈、破壊処置がとられていたがそのうちスラバヤにあった7隻を整備し、日本海軍の艦籍に編入した。ただこの時の混乱で原名は第103号がB1であった以外は不明である。
艦幅が狭く、外洋航海にはあまり向いていなかったが、整備完成後は主に同方面の対潜護衛任務や輸送任務に従事した。
第108号は進水後に爆撃を受け終戦までに整備が完成しなかった。第105号は1945年に戦没、損傷中の第114号を含めた残りの5隻は終戦後にオランダに返還された。

## 機関
エンジンの形式はそれぞれの艇で形式や基数に違いがあり、またそれにより艇によって速力に違いがあった。
- 第103,114,115号：ガソリン機関2基、1,500馬力、19ノット
- 第105号：カーマス（Carmouth）式ガソリン機関4基、1,800馬力、20ノット
- 第106号：ロレーヌ（Lorraine）式ガソリン機関3基、1,200馬力、16ノット
- 第107,108号：ロレーヌ（Lorraine）式ガソリン機関4基、1,800馬力、20ノット

## 同型艇
建造所は全てスラバヤ工廠。
- 103号

旧オランダ哨戒艇B1。1942年（昭和17年）進水。同年3月2日スラバヤで自沈時捕獲。7月10日艦籍編入、8月31日整備完成。1945年（昭和20年）8月アンボンで接収。ただし、戦史叢書『南西方面海軍作戦 第二段作戦以降』によると、1944年5月17日にスラバヤでトランサム作戦の空襲を受け沈没。
- 105号

旧オランダB1級哨戒艇。1942年3月スラバヤで進水前の船体を捕獲。同年12月5日艦籍編入。1944年（昭和19年）1月25日整備完成。1945年6月16日、アメリカ海軍潜水艦「ハードヘッド」の雷撃により戦没（スラバヤ北方）。
- 106号

旧オランダB1級哨戒艇。1942年3月スラバヤで進水前の船体を捕獲。同年12月5日艦籍編入。1944年9月2日整備完成。1945年8月ジャカルタで接収。
- 107号

旧オランダB1級哨戒艇。1942年3月スラバヤで進水前の船体を捕獲。同年12月5日艦籍編入。1945年1月10日整備完成。1945年8月ジャカルタで接収。
- 108号

旧オランダB1級哨戒艇。1942年3月スラバヤで進水前の船体を捕獲。同年12月5日艦籍編入。1943年（昭和18年）4月2日に進水も、翌年5月17日にトランサム作戦で被爆沈没。ただし、戦史叢書『南西方面海軍作戦 第二段作戦以降』によると沈没は免れている。その後浮揚したが終戦時未成。
- 114号

旧オランダB1級哨戒艇。1942年3月スラバヤで進水前の船体を捕獲。1943年4月1日艦籍編入。1944年6月23日整備完成。1945年4月15日、アメリカ海軍潜水艦「ホークビル」の雷撃で大破。8月スラバヤで損傷のまま接収。
- 115号

旧オランダB1級哨戒艇。1942年3月スラバヤで進水前の船体を捕獲。1943年4月1日艦籍編入。1944年9月2日整備完成。1945年8月スラバヤで接収、フェリーに使用される。